# Cours (Lot)
Cours korábbi község Franciaországban, Lot megyében. Lakosainak száma 280 fő (2018. január 1.). Cours Cabrerets, Cras, Francoulès, Nadillac, Valroufié és Vers községekkel határos.
2017. január 1-jén Laroque-des-Arcs és Valroufié korábbi községgel egyesült és az így létrejött Bellefont-La Rauze új község része lett.

## Népesség
A település népességének változása:
| Lakosok száma | 158  | 140  | 166  | 214  | 233  | 301  | 294  | 283  | 280  | 280  |
|               | 1968 | 1975 | 1982 | 1990 | 1999 | 2011 | 2013 | 2015 | 2017 | 2018 |